# Kerstin Müller
Kerstin Müller (n. 7 iunie 1969, Halle (Saale), RDG) este o canotoare ce a reprezentat Germania, medaliată olimpică. A participat la o ediție a Jocurilor Olimpice (1992) în care a câștigat o medalie de aur.

## Participări
Lista de mai jos prezintă principalele competiții la care a participat Kerstin Müller de-a lungul carierei.
- rowing at the 1992 Summer Olympics – women's quadruple sculls[*][3]